# Танагрець масковий
Тана́грець масковий (Nemosia pileata) — вид горобцеподібних птахів родини саякових (Thraupidae). Мешкає в Південній Америці.

## Опис

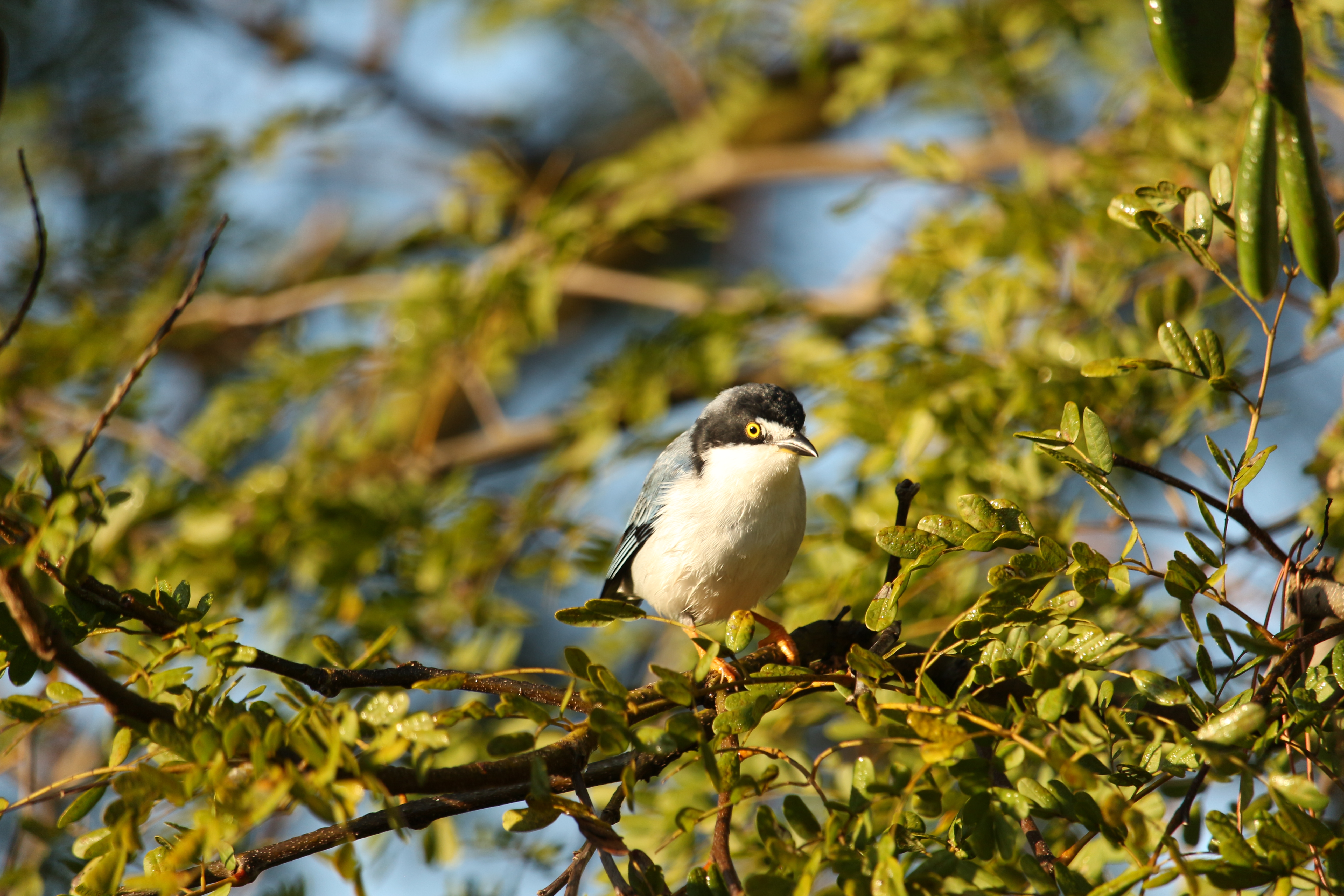
Масковий танагрець

Довжина птаха становить 13 см, вага 14 г. У самців верхня частина голови чорна, яка контрастує ло білими лобом, горлом і шиєю. Спина і хвіст синювато-сірі, груди і живіт білуваті. Крила темно-сірі, відносно довгі. Очі яскраво-жовті, дзьоб чорний, біля основи сірий. У самиць чорна пляма на голові відсутня, спина світліша, нижня частина тіла маж світло-коричнюватий відтінок, райдужки блідо-жовті, дзьоб рожевуватий або жовтуватий.

## Таксономія
Масковий танагрець був описаний французьким натуралістом Жоржем-Луї Леклерком де Бюффоном в 1779 році в праці «Histoire Naturelle des Oiseaux» за зразком з Каєнни (Французька Гвіана). Науково вид був описаний в 1783 році, коли голландський натураліст Пітер Боддерт класифікував його під назвою Tanagra pileata у своїй праці «Planches Enluminées». Пізніше вид був переведений до роду Танагрець (Nemosia), введеного французьким орнітологом Луї Жаном П'єром В'єйо у 1816 році. Масковий танагрець є типовим видом цього роду.

## Підвиди
Виділяють шість підвиди:
- N. p. hypoleuca Todd, 1916 — карибське узбережжя північної Колумбії і північної Венесуели;
- N. p. surinamensis Zimmer, JT, 1947 — Гаяна і Суринам;
- N. p. pileata (Boddaert, 1783) — північ Бразильської Амазонії (верхів'я Ріу-Бранку і нижня течія Ріу-Негру);
- N. p. interna Zimmer, JT, 1947 — північний схід французької Гвіани, Бразильська Амазонія і крайня північ Болівії;
- N. p. nana Berlepsch, 1912 — північний захід Перу і крайній захід Бразилії;
- N. p. caerulea (Wied-Neuwied, M, 1831) — від східної Болівії до Парагвая, східної і південної Бразилії і північної Аргентини.

## Поширення і екологія
Маскові танагреці мешкають в Колумбії, Венесуелі, Гаяні, Суринамі, Французькій Гвіані, Перу, Болівії, Бразилії, Аргентині і Парагваї. Вони живуть на узліссях вологих рівнинних тропічних лісів, на галявинах, в галерейних лісах, в саванах, зокрема в серрадо і льяносі, в чагарникових заростях каатинги і в мангрових заростях. Зустрічаються поодинці або невеликими зграйками, на висоті до 500 м над рівнем моря, місцями на висоті до 1300 м над рівнем моря. Іноді приєднуються до змішаних зграй птахів. Живляться плодами, листям, бруньками. нектаром, а також комахами та іншими безхребетними.